# سفارة المكسيك في ألمانيا
سفارة المكسيك في ألمانيا هي أرفع تمثيل دبلوماسي لدولة المكسيك لدى ألمانيا. تقع السفارة في ميته وهي تهدف لتعزيز المصالح المكسيكية في ألمانيا.

## وصلات خارجية
- الموقع الرسمي
- قائمة سفارات المكسيك
- قائمة السفارات في ألمانيا